# اوسترا (ناحیه نیمبورک)
اوسترا (به چکی: Ostrá) یک منطقهٔ مسکونی در جمهوری چک است که در ناحیه نیمبورک واقع شده‌است. اوسترا ۱۱٫۰۶ کیلومتر مربع مساحت و ۴۹۲ نفر جمعیت دارد و ۱۷۹ متر بالاتر از سطح دریا واقع شده‌است.